# Anton Goubau

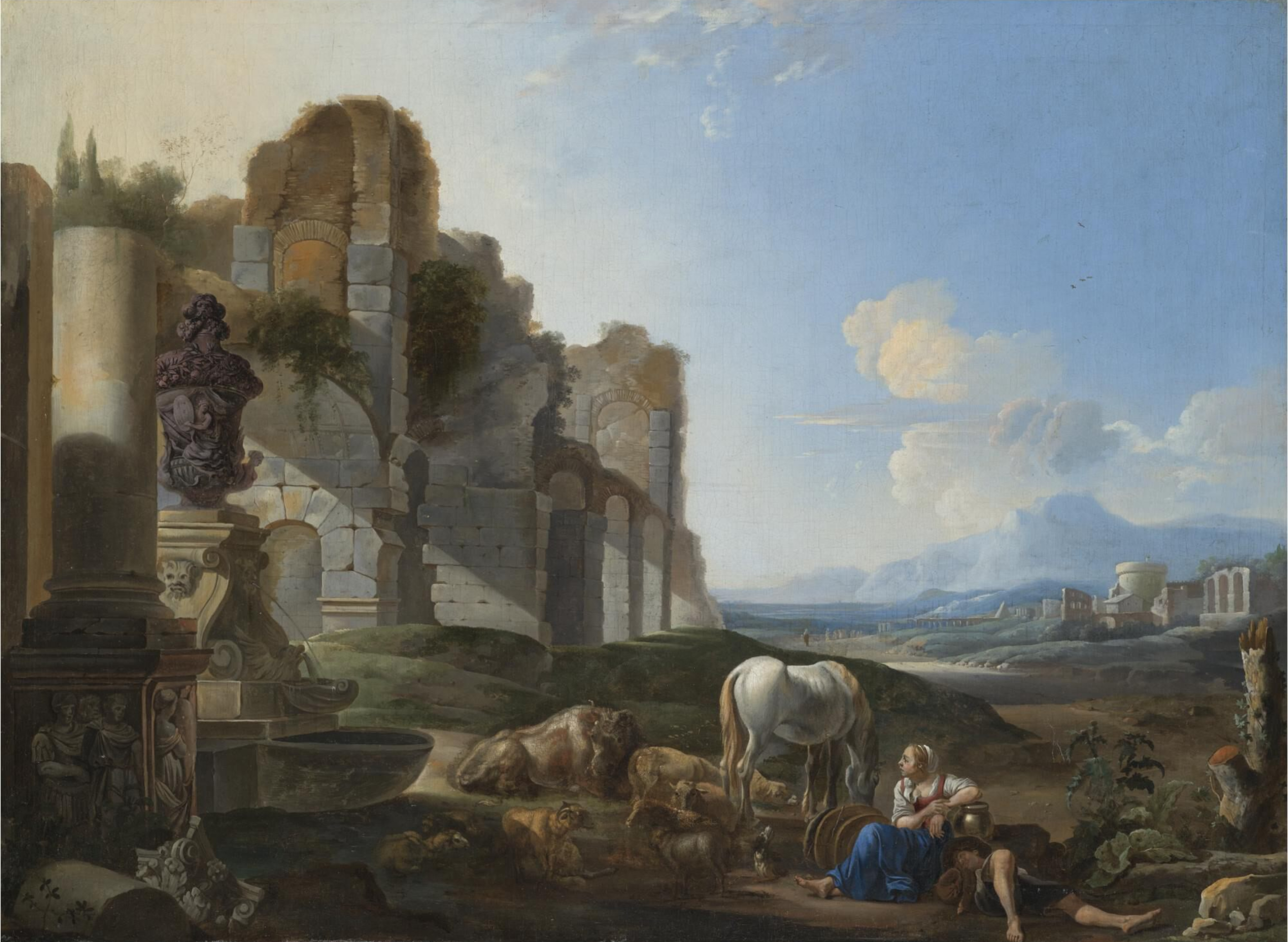
Italiaans landschap met een herderin en ruïnes

Anton Goubau (alternatieve namen: Goubaie, Goebouw, Goubouw en Gebouw), alternatieve voornamen: ‘Antonie’, 'Anthonis' en ‘Antoni’ (1616, Antwerpen – 1698, Antwerpen) was een Vlaamse barokschilder. Na een opleiding in Antwerpen, verbleef hij een tijd in Rome waar hij deel uitmaakte van de zogenaamde Bamboccianti. De term Bamboccianti verwijst naar de overwegend Nederlandse en Vlaamse genreschilders die in Rome werkten en kleine kabinetschilderijtjes maakten van het dagelijks leven van de Romeinse lagere klassen en het platteland rond Rome. Hij staat bekend om zijn Italiaanse landschappen en genrestukken in de stijl van de Bamboccianti en zijn historieschilderijen met mythologische en religieuze thema's.

## Leven

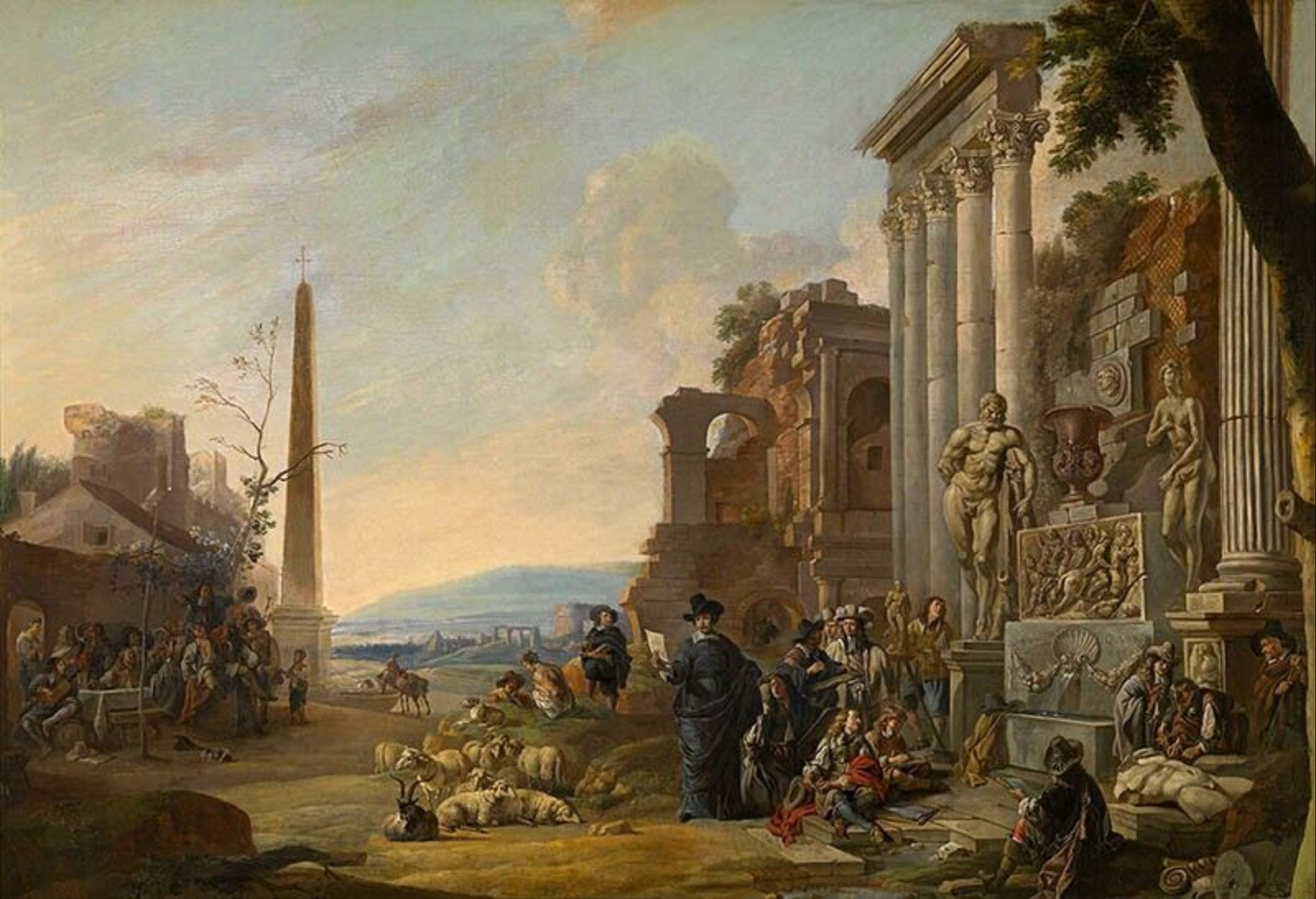
De studie van de kunst in Rome

Goubau was geboren in Antwerpen als de zoon van Antonius Goubau and Livina Cornet en werd op 27 mei 1616 gedoopt in de lokale Sint-Joriskerk.Hij ging in de leer bij Jan de Farius of Jan Farius in 1629 en werd een meester van de Antwerpse Sint-Lucasgilde in 1636 of 1637.
In 1642 is hij aanwezig in Parijs, van waar hij doorreisde naar Italië. Hij verbleef van 1644 tot 1650 in Rome. Hier had hij contact had met de genreschilders die men Bamboccianti noemt. In 1650 keerde Goubau terug naar Antwerpen, waar hij veel opdrachten kreeg voor religieuze werken. Hij bleef ook Italianiserende landschappen schilderen met veel figuren en antieke ruïnes, waarmee hij een internationale klantenkring bediende, waaronder Duitse aristocraten.
Zijn leerlingen waren onder meer Abraham Couchet, Arnold Gerardi, Justus Gerardi, Laureys Goubau, Nicolas de Largillière en Jan Baptist Tijssens I en II.
Hij stierf op 11 maart 1698 in zijn huis in de Lange Meirstraat en werd begraven op 21 april 1698.

## Werken

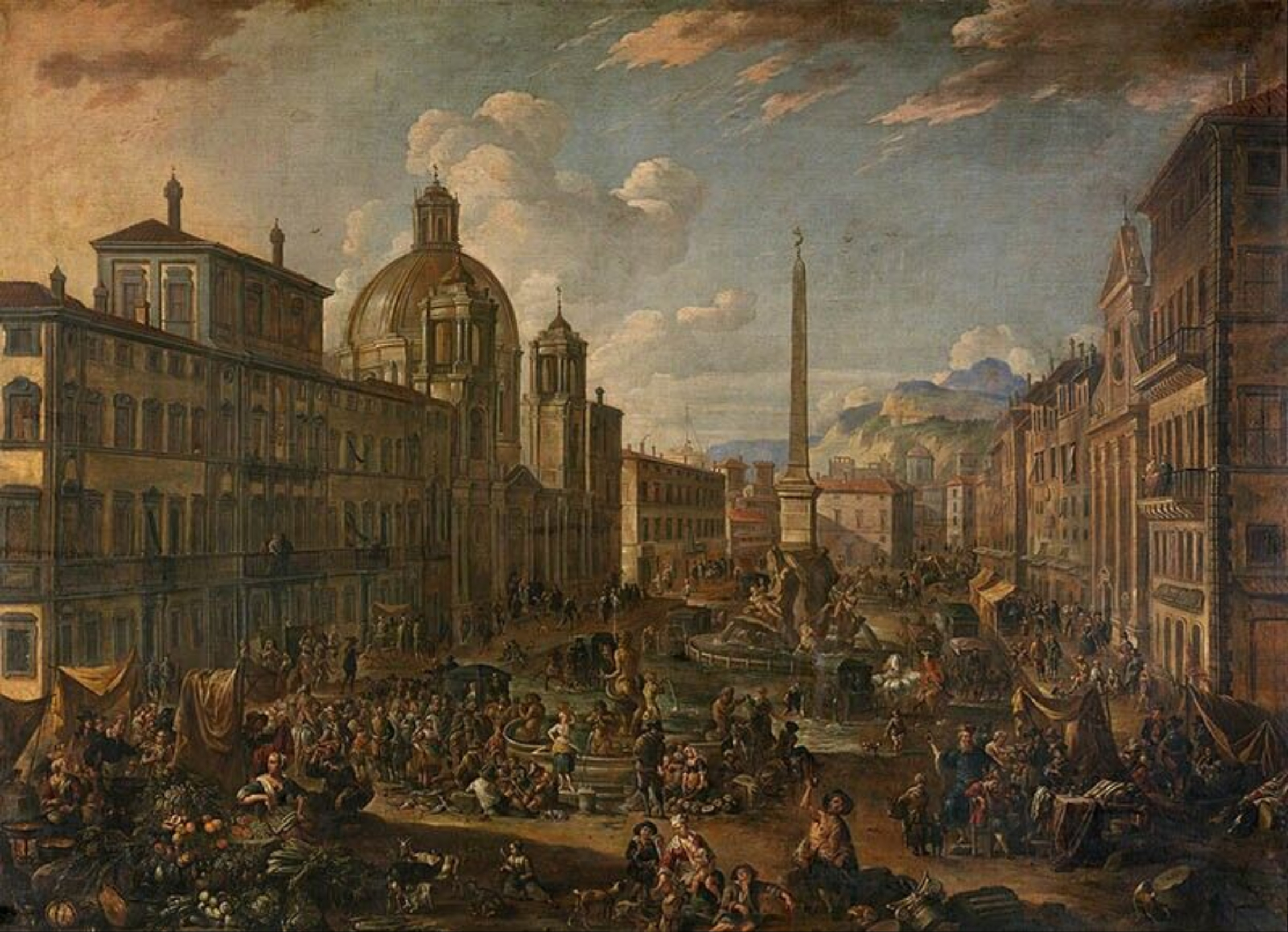
Gezicht op de Piazza Navona

Hij is vooral bekend als schilder van marktscènes geplaatst in een Romeinse of mediterrane omgeving en vaak versierd met vele kleine figuren. Zijn reis naar Italië en zijn kennismaking met het werk van meesters als Paul Bril, Jan Miel, Michiel Sweerts en Johannes Lingelbach waren van doorslaggevend belang voor zijn ontwikkeling. Bij zijn terugkeer naar Antwerpen schilderde hij Italiaanse landschappen in de stijl van Bartholomeus Breenbergh en Jan Both.
Zijn vroegste gedateerde werk, de ‘’Scène van de markt in de buurt van de triomfboog van Titus’’ (1658; Staatliche Kunsthalle Karlsruhe), illustreert dit duidelijk. Werkelijke architectonische kenmerken, zoals de Boog van Titus en de ruïnes van de Tempel van Saturnus in het Forum Romanum, worden gecombineerd met denkbeeldige constructies of gebouwen van elders. De kunstenaar leek over het algemeen meer geïnteresseerd in het oproepen van een Romeinse sfeer dan in een correcte topografische weergave. Vaak combineerde hij verschillende locaties in Rome tot een soort synthese van de bezienswaardigheden in Rome. Andere werken zoals het Gezicht op de Piazza Navona (1680; Koninklijk Museum voor Schone Kunsten Antwerpen) tonen anderzijds toch een meer specifieke topografische belangstelling.

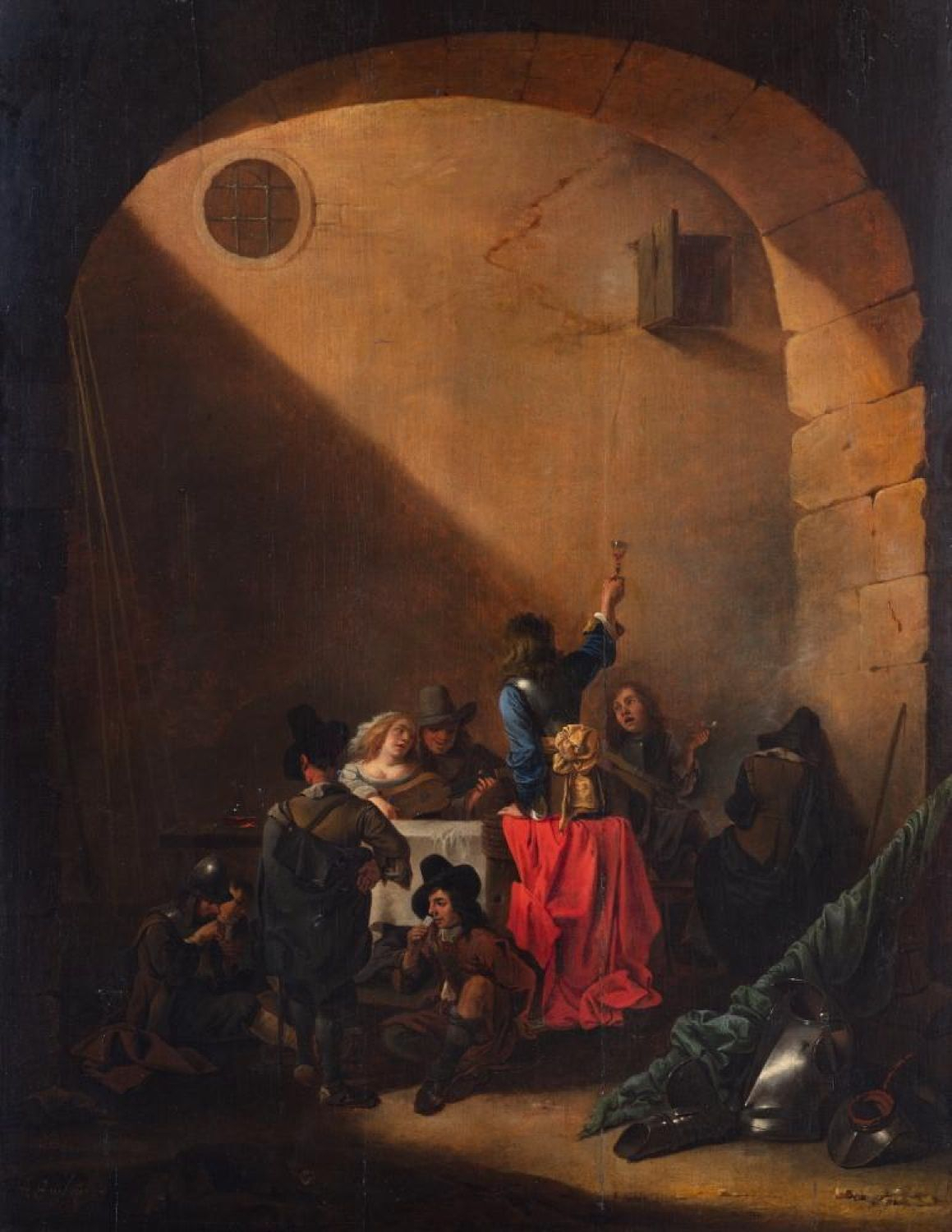
Soldaten in een wachtlokaal

Naast stadsgezichten maakte hij ook een aantal religieuze composities, vooral bestemd voor kerken in Antwerpen.
Hij schilderde af en toe zogenaamde 'wachtkamertaferelen', ook wel bekend als "kortegaardjes". Een kortegaardje is een type van genretafereel dat een interieur afbeeldt met officieren en soldaten die buiten hun diensttijd plezier maken. Hij schilderde ook portretten. zoals blijkt uit het portret van Gaspar de Witte, dat gegraveerd werd door Richard Collin voor Cornelis de Bie’s schildersboek Het Gulden Cabinet.
Er zijn een aantal schilderijen van Goubau in Madrid (Spanje), gemaakt in samenwerking met Antoon Willemsen, Willem van Herp en Erasmus Quellinus II.